# Kubai törpekuvik
A kubai törpekuvik (Glaucidium siju) a madarak osztályának a bagolyalakúak (Strigiformes) rendjéhez, a bagolyfélék (Strigidae) családjához tartozó faj.

## Előfordulása
Kuba területén honos.

## Alfajai
- Glaucidium siju siju
- Glaucidium siju vittatum